# Solfjellsjøen
Solfjellsjøen est une localité du comté de Nordland, en Norvège.

## Géographie
Administrativement, Solfjellsjøen fait partie de la kommune de Dønna.